# AV-100
La AV-100 es una carretera autonómica de Castilla y León (España) que transcurre por la provincia de Ávila.

## Características

Cajetín de la vía

Perteneciente a la Red Complementaria Preferente de la red autonómica y con una longitud total de 17,260 km, su trayecto se ubica en el entorno de la serranía de Becedas. Atraviesa San Bartolomé de Béjar, Becedas, Palacios de Becedas, El Losar del Barco y Barco de Ávila. Comienza en su intersección con la N-110, y atraviesa Barco de Ávila, El Losar del Barco, Palacios de Becedas, Becedas, y San Bartolomé de Béjar. Finaliza en el límite provincial con la provincia de Salamanca, donde enlaza con la vía equivalente SA-100.
Es una carretera de un paso de vehículos medio, con unos 4000-6000 vehículos diarios.[cita requerida]